# Zarato ruso
El Zarato ruso (en ruso: Русское царство, romanizado: Rúskoye tsarstvo) o Zarato moscovita (en ruso: Московское царство, romanizado: Moskóvskoye tsarstvo) es el nombre oficial del Estado ruso desde la toma del título de zar por Iván IV en 1547 hasta la fundación del Imperio ruso por Pedro el Grande en 1721. Fue el sucesor del Principado de Moscú. Con tal nombre se vincularon todos los territorios rusos que en tal época estaban libres de la dominación de naciones extranjeras.

## Historia

### Patrimonio bizantino

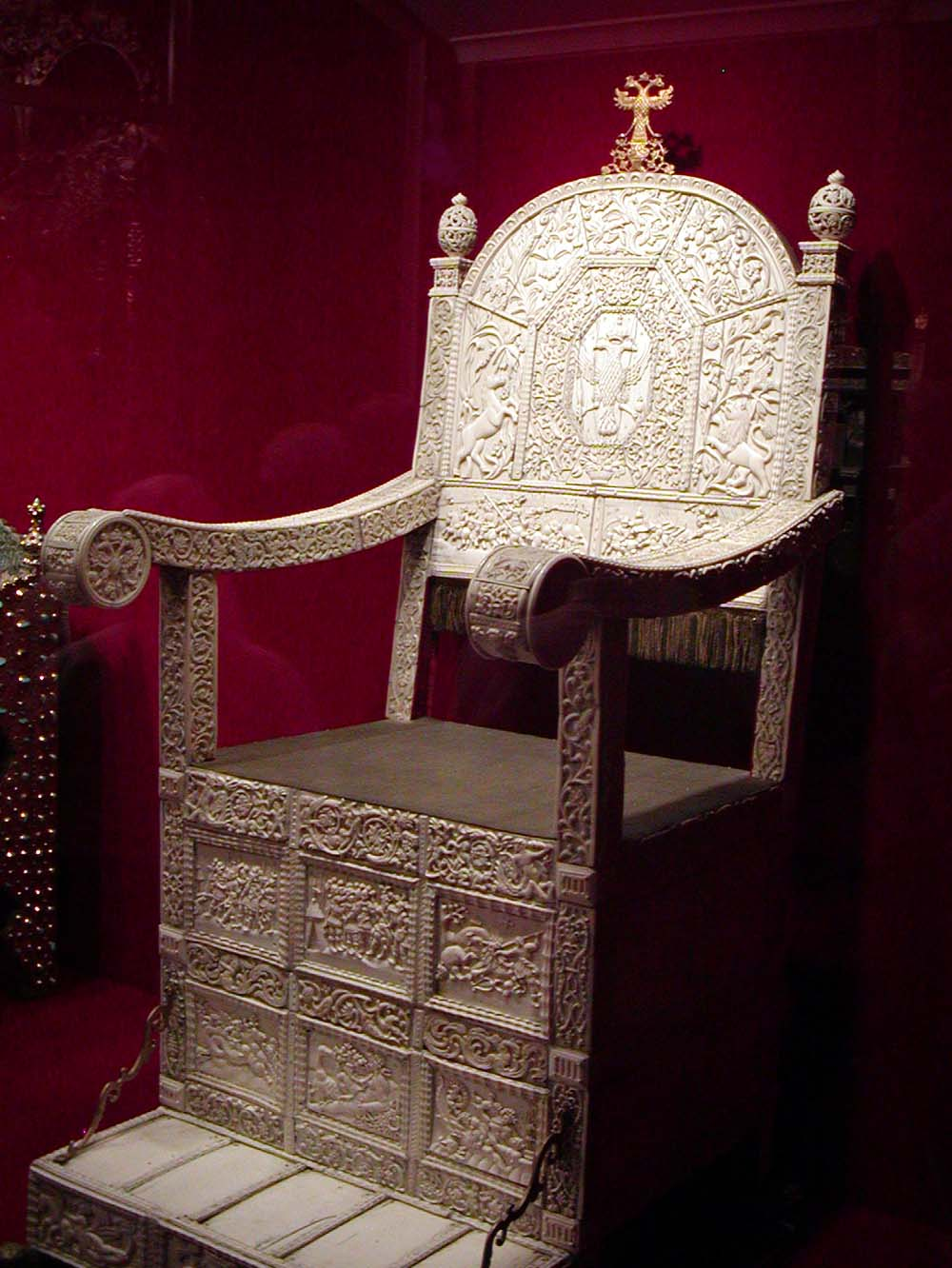
Trono de marfil de Iván IV de Rusia.

En el siglo XVI, el gobernante ruso se había convertido en una figura poderosa y autocrática, un zar. Al asumir ese título, el soberano de Moscú intentaba enfatizar que era un gobernante mayor o emperador (zar, царь) representa la adaptación eslava del título/nombre imperial romano César) a la altura del emperador bizantino. De hecho, después de que Iván III se casara con Sofía Paleólogo, sobrina del difunto emperador bizantino Constantino XI Paleólogo, en 1472, la corte moscovita adoptó términos, rituales, títulos y emblemas del Bizantino, como el águila bicéfala, que sobrevive en el escudo de armas de Rusia.
Al principio, el término bizantino autocrátor expresaba sólo el significado literal de un gobernante independiente, pero en el reinado de Iván IV (1533-1584) llegó a implicar un gobierno ilimitado (autocrático). En 1547, el gran duque Iván IV fue coronado zar y, por tanto, reconocido —al menos por la Iglesia ortodoxa rusa— como emperador. Notablemente, el hegúmeno Filoféi de Pskov afirmó en 1510 que después de que Constantinopla cayera en manos del Imperio otomano en 1453, el zar ruso seguía siendo el único gobernante ortodoxo legítimo, y que Moscú era la Tercera Roma, convirtiéndose en el sucesor lineal final del Imperio romano y del Imperio bizantino. Éstos fueron los dos centros del cristianismo y de los imperios romanos (Occidente e Oriente) de épocas anteriores. El concepto de la Tercera Roma resonaría en la autoimagen del pueblo ruso en siglos futuros.

### Principios del reinado de Iván IV
El desarrollo de los poderes autocráticos del zar alcanzó su punto álgido durante el reinado de Iván IV, que se ganó el sobrenombre de "Grozni". La palabra inglesa terrible suele utilizarse para traducir la palabra rusa grozni del sobrenombre de Iván, pero se trata de una traducción un tanto arcaica. La palabra rusa grozni refleja el antiguo uso inglés de terrible como "que inspira miedo o terror; peligroso; poderoso; formidable". No transmite las connotaciones más modernas del inglés terrible, como "defectuoso" o "malvado". Vladímir Dal definió grozni específicamente en el uso arcaico y como epíteto de los zares: "Valiente, magnífico, magistral y que mantiene a los enemigos en el temor, pero a la gente en la obediencia". Los eruditos modernos también han sugerido otras traducciones.
Iván IV se convirtió en Gran Príncipe de Moscú en 1533 a la edad de tres años. Las familias  boyardas Shuiski y Belski compitieron por el control de la regencia hasta que Iván asumió el trono en 1547. Como reflejo de las nuevas pretensiones imperiales de Moscú, la coronación de Iván como zar fue un ritual inspirado en los de los emperadores bizantinos. Con la continua ayuda de un grupo de boyardos, Iván inició su reinado con una serie de útiles reformas. En la década de 1550, promulgó un nuevo código de leyes, renovó el ejército y reorganizó el gobierno local. Sin duda, estas reformas pretendían fortalecer el Estado frente a las continuas guerras.

### Política exterior de Iván IV

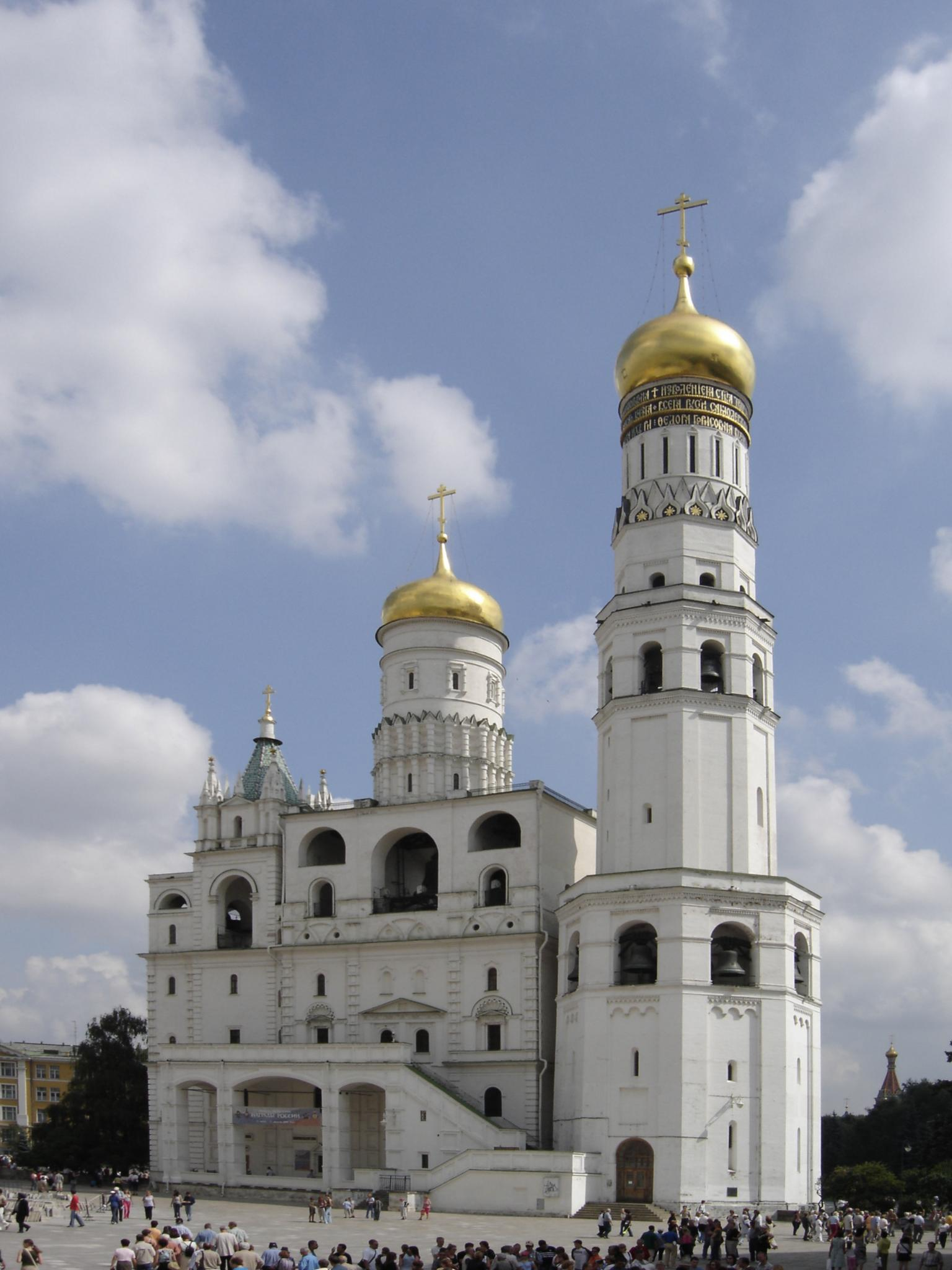
Campanario de Iván el Grande, elevado a la altura actual durante el reinado de Borís Godunov

Moscovia siguió siendo una sociedad bastante desconocida en Europa occidental hasta que el barón Segismundo von Herberstein publicó sus Rerum Moscoviticarum Commentarii (literalmente Notas sobre los asuntos moscovitas) en 1549. Esta obra ofrecía una amplia visión de un Estado poco visitado y del que se informaba escasamente. En la década de 1630, el zarismo ruso recibió la visita de Adam Olearius, cuyos escritos, llenos de vida y bien informados, pronto se tradujeron a las principales lenguas de Europa.
Los comerciantes ingleses y holandeses difundieron más información sobre Rusia. Uno de ellos, Richard Chancellor, navegó hasta el mar Blanco en 1553 y continuó por tierra hasta Moscú. A su regreso a Inglaterra, la Compañía Moscovita fue formada por él mismo, Sebastián Cabot, Sir Hugh Willoughby, y varios mercaderes londinenses. Iván IV utilizó a estos mercaderes para intercambiar cartas con Isabel I.
A pesar de la agitación interna de las décadas de 1530 y 1540, Rusia continuó librando guerras y expandiéndose. Creció de 2,8 a 5,4 millones de kilómetros cuadrados de 1533 a 1584. Iván derrotó y anexionó el Janato de Kazán en el Volga medio en 1552 y más tarde el Janato de Astracán, donde el Volga se encuentra con el mar Caspio. Estas victorias transformaron a Rusia en un Estado multiétnico y multiconfesional, que sigue siendo hoy en día. El zar controlaba ahora todo el río Volga y accedía a Asia Central.
La expansión hacia el noroeste, hacia el mar Báltico, resultó mucho más difícil. En 1558, Iván invadió Livonia, involucrándose finalmente en una guerra de veinticinco años contra la Mancomunidad Polaco-Lituana, Suecia y Dinamarca. A pesar de los primeros éxitos, el ejército de Iván fue empujado hacia atrás y la nación no logró asegurarse una codiciada posición en el mar Báltico.
Con la esperanza de sacar provecho de la concentración de Rusia en los asuntos de Livonia, Devlet I Giray del Crimea, acompañado de hasta 120 000 jinetes, devastó repetidamente la región de Moscú, hasta que la batalla de Molodi puso fin a tales incursiones hacia el norte. Sin embargo, durante las décadas siguientes, las tierras fronterizas del sur fueron saqueadas anualmente por la Horda Nogai y el Janato de Crimea, que se llevaban a los habitantes locales como esclavos. Decenas de miles de soldados protegían la Gran Cinturón de Abatis, una carga para un estado cuyo desarrollo social y económico estaba estancado.

### Último reinado de Iván IV y oprichnina
A finales de la década de 1550, Iván desarrolló una hostilidad hacia sus consejeros, el gobierno y los boyardos. Los historiadores no han determinado si las diferencias políticas, las animosidades personales o el desequilibrio mental fueron la causa de su ira. En 1565, dividió Rusia en dos partes: su dominio privado (u opríchnina) y el reino público (o zémschina). Para su dominio privado, Iván eligió algunos de los distritos más prósperos e importantes de Rusia. En estas zonas, los agentes de Iván atacaron a boyardos, comerciantes e incluso gente común, ejecutando sumariamente a algunos y confiscando tierras y posesiones. Así comenzó una década de terror en Rusia que culminó en la Masacre de Nóvgorod (1570).
Como resultado de las políticas de la opríchnina, Iván quebró el poder económico y político de las principales familias boyardas, destruyendo así precisamente a las personas que habían construido Rusia y eran las más capaces de administrarla. El comercio disminuyó y los campesinos, ante los crecientes impuestos y las amenazas de violencia, empezaron a abandonar Rusia. Los esfuerzos por restringir la movilidad de los campesinos atándolos a sus tierras acercaron a Rusia a la servidumbre legal. En 1572, Iván abandonó definitivamente las prácticas de la opríchnina.
Según una teoría popular, la opríchnina fue iniciada por Iván con el fin de movilizar recursos para las guerras y sofocar la oposición. Independientemente del motivo, la política interior y exterior de Iván tuvo un efecto devastador en el Zarato moscovita y condujo a un periodo de luchas sociales y guerra civil, el Tiempo de problemas (Smútnoye vremya, 1598-1613).

### Tiempo de problemas
Iván IV fue sucedido por su hijo Fiódor, que no tenía interés en gobernar y posiblemente era deficiente mental. El poder real pasó al cuñado de Fiódor, el boyardo Borís Godunov (a quien se atribuye la abolición del Día de Yuri, el único momento del año en que los siervos eran libres de pasar de un terrateniente a otro). Quizás el acontecimiento más importante del reinado de Fiódor fue la proclamación del Patriarcado de Moscú en 1589. La creación del patriarcado supuso el punto culminante de la evolución de una Iglesia ortodoxa rusa separada y totalmente independiente.
En 1598, Fiódor murió sin heredero, poniendo fin a la Rúrik dinastía. Borís Godunov convocó entonces el Zemski Sobor, una asamblea nacional de boyardos, funcionarios eclesiásticos y plebeyos, que lo proclamó zar, aunque varias facciones de boyardos se negaron a reconocer la decisión. Las malas cosechas generalizadas provocaron la hambruna rusa de 1601-1603, y durante el descontento subsiguiente, surgió un hombre, Dmitri I, que afirmaba ser  hijo de Iván IV, el Zarévich Dmitri Ivánovich que había muerto en 1591. Este pretendiente al trono, que llegó a ser conocido como Falso Dmitri I, obtuvo apoyo en Polonia y marchó a Moscú, reuniendo seguidores entre los boyardos y otros elementos a su paso. Los historiadores especulan que Godunov habría capeado esta crisis de no haber muerto en 1605. Como consecuencia, el falso Dmitri I entró en Moscú y fue coronado zar ese año, tras el asesinato del zar Fiódor II, hijo de Godunov.

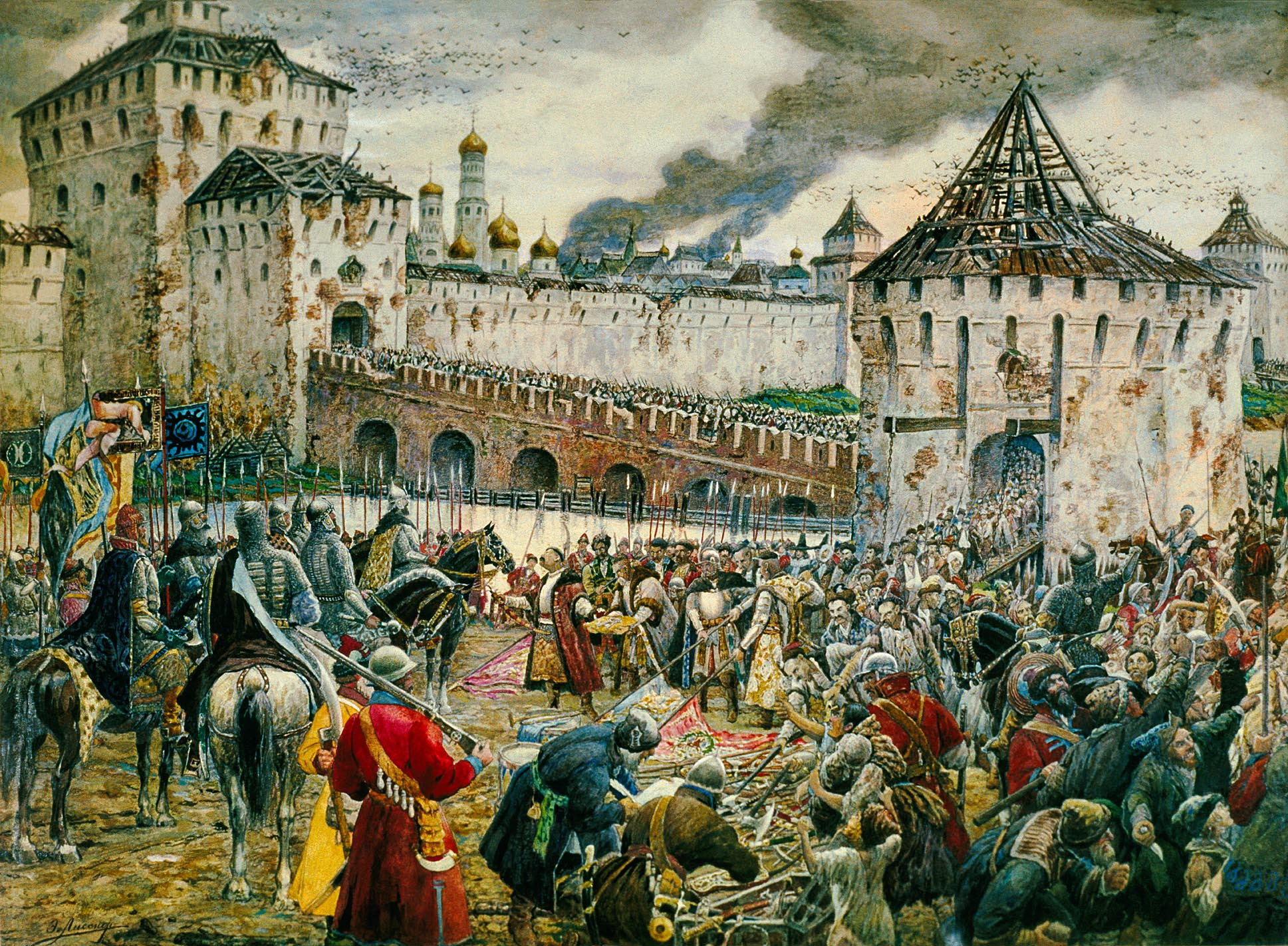
Expulsión de los polacos del Kremlin de Moscú por el príncipe Pozharski en 1612. Pintura de Ernst Lissner.

Posteriormente, Rusia entró en un periodo de caos continuo, conocido como La Época de los Problemas (Смутное Время). A pesar de la persecución de los boyardos por parte del zar, del descontento de los ciudadanos y de la progresiva segregación del campesinado, los esfuerzos por limitar el poder del zar fueron poco entusiastas. Al no encontrar ninguna alternativa institucional a la autocracia, los rusos descontentos se unieron en torno a varios pretendientes al trono. Durante ese periodo, el objetivo de la actividad política era ganar influencia sobre el autócrata en el poder o colocar al propio candidato en el trono. Los boyardos lucharon entre sí, las clases bajas se rebelaron ciegamente y ejércitos extranjeros ocuparon el Kremlin de Moscú, lo que llevó a muchos a aceptar la autocracia zarista como un medio necesario para restaurar el orden y la unidad en Rusia.
La Época de los Problemas incluyó una guerra civil en la que la lucha por el trono se complicó por las maquinaciones de facciones boyardas rivales, la intervención de las potencias regionales Polonia y Suecia, y un intenso descontento popular, liderado por Iván Bolótnikov. El falso Dmitri I y su guarnición polaca fueron derrocados, y un boyardo, Vasili Shuiski, fue proclamado zar en 1606. En su intento de retener el trono, Shuiski se alió con los suecos, desatando la Guerra de Ingria con Suecia. Falso Dmitri II, aliado con los polacos, apareció bajo las murallas de Moscú y estableció una corte simulada en el pueblo de Túshino.
En 1609, Polonia intervino oficialmente en los asuntos rusos, capturó a Shuiski y ocupó el Kremlin de Moscú. Un grupo de boyardos rusos firmó en 1610 un tratado de paz, reconociendo como zar a Vladislao IV de Polonia, hijo del rey polaco Segismundo III Vasa. En 1611, Falso Dmitri III apareció en los territorios ocupados por Suecia, pero pronto fue apresado y ejecutado. La presencia polaca provocó un renacimiento patriótico entre los rusos, y en Nizhni Nóvgorod se formó un ejército de voluntarios, financiada por los mercaderes Stróganov y bendecida por la Iglesia ortodoxa rusa, se formó en Nizhni Nóvgorod y, dirigida por el príncipe Dmitri Pozharski y Kuzmá Minin, expulsó a los polacos del Kremlin. En 1613, un Zemski Sobor proclamó zar al boyardo Mijaíl Fiódorovich Románov, dando comienzo al reinado de 300 años de la Dinastía Románov.

## Zares del Zarato ruso (1547-1721)
- Iván IV el Terrible (1547-1584)
- Simeón Bekbulátovich (1575-1576) (como Gran Príncipe bajo Iván IV)
- Teodoro I (1584-1598)
- Borís Godunov (1598-1605)
- Teodoro II (1605)
- Demetrio I (1605-1606)
- Basilio IV (1606-1610) (Vasili Shuiski), último de la dinastía de Rúrik.
- Vladislao IV de Polonia (1610-1613; en 1634 oficialmente terminó sus demandas)
- Miguel I (1613-1645), primero de la dinastía Románov.
- Alejo I (1645-1676)
- Teodoro III (1676-1682)
- Sofía, regente (1682-1689)
- Iván V (1682-1696)
- Pedro I el Grande (1682-1721)